# 야마다 사부로
야마다 사부로(일본어: 山田三良, 1869년 12월 10일 ~ 1965년 12월 17일)은 일본의 국제사법학자이다. 일본 법화회(法華会)의 창립자이다. 국제사법의 권위자로서 일본 문화교류의 공헌자로 일본 내에 알려져 있다.

## 약력
나라현 다카이치군에서 태어났다. 1896년 도쿄 제국대학 법과대학(현재 도쿄대 법학부)을 졸업했다. 같은 대학 대학원 수료하였다. 도쿄 제대 법학과 조교수, 교수, 경성제국대학 총장을 지냈다. 도쿄 제국대학 법학부장, 국사편찬위원장 등을 역임했다. 1943년 12월에서 1947년 5월까지 일본 귀족원 의원을 지냈다. 1954년 문화공로자로 선정되었다.
| 전임 시가 기요시 | 제7대 경성제국대학 총장 1931년 10월 31일 ~ 1936년 1월 16일 | 후임 하야미 히로시 |